# FOSS Analytical A/S
FOSS er en dansk familieejet virksomhed, der producerer analyseinstrumenter til landbrugs- og fødevareindustrien samt til den kemiske og farmaceutiske industri. Den blev etableret i 1956 i Hillerød, Danmark af civilingeniør Nils Foss for at automatisere tidskrævende analysemetoder i landbrugssektoren. FOSS' første instrument, Ceratester, blev udviklet til at teste fugt i korn. Siden har man udviklet instrumenter og analyser til en række andre områder som bl.a. protein- og fedtindhold i mælkeprodukter eller sukkerindholdet i druer. Dette gøres ved forskellige metoder som spektroskopi, røntgen og multivariat analyse.
Virksomhedens hovedkvarter ligger fortsat i Hillerød, hvor et nyt Foss Innovation Centre blev indviet i 2014.
FOSS har omkring 1700 medarbejdere over hele verdenen, og sælger deres løsninger gennem 28 salgs- og serviceselskaber. Der er udvikling og produktion i Danmark og Kina. I 2020 omsatte virksomheden for omkring 1,5 mia. kr. 10 % af virksomhedens omsætning bliver investeret i forskning og udvikling.
I 1997 opkøbte FOSS Perstorp Analytical AB, som omfattede virksomhederne Tecator AB og Nirsystems Inc.

## Ledelse
Nils Foss var administrerende direktør for FOSS indtil 1990, hvor hans søn Peter Foss overtog posten. I 2011 blev Peter Foss forfremmet til bestyrelsesformand og på samme tid tiltrådte Torben Ladegaard, efter 25 år i FOSS, som administrerende direktør.